# Stehnen
Stehnen (prononcé /ste.nən/, Stienen en luxembourgeois) est un hameau de Belgique situé dans la ville d'Arlon en Région wallonne dans la province de Luxembourg.
Avant la fusion des communes de 1977, il faisait partie de la commune d'Autelbas.

## Géographie
Le hameau se situe juste à la sortie sud-est d'Arlon. Il se compose d'une part d'un groupe d'habitations le long de la route nationale 4 au nord-est, et d'autre part de fermes et habitations éparpillées en contrebas dans la vallée du ruisseau d'Autelbas, laquelle commence à se former à cet endroit et continue vers Autelhaut au sud-est. La ligne ferroviaire 162 (Namur-frontière luxembourgeoise) délimite en outre le hameau du côté ouest.

## Démographie
Stehnen compte 35 habitants au 31 décembre 2012.